# Cetshwayo kaMpande
Cetshwayo kaMpande (även stavat Cetawayo, Cetewayo, Cetywajo och Ketchwayo), född 1826, död 8 februari 1884, var zuluhövding från 1858 och kung av Zululand från 1873 till sin död 1884.

## Biografi
Cetshwayo var son till den mäktige zulukungen Mpande och brorson till Shaka. Han började redan 1856 konspirera mot sin far och lyckades småningom tillvälla sig högsta makten som ett slags medregent åt Mpande fram till dennes död 1873. Cetshwayo, som därefter högtidligen kröntes i närvaro av den brittiske administratören Theophilus Shepstone, såg sitt rike hotat av den brittiska kolonialismen, och efter några intermezzon vid gränserna mot Natal och boerrepubliken Transvaal kom i december 1878 Storbritanniens "high commissioner" i Sydafrika, sir Henry Bartle Frere, med ett skarpt ultimatum med krav på zuluhärens upplösning och emottagande av en brittisk resident vid Cetshwayos hov. Då britterna inte fick något svar gick en brittisk här under Frederic Thesiger, lord Chelmsford, in i Zululand, och efter ett kortvarigt krig, det så kallade anglo-zulukriget, där britterna i början led svåra motgångar, bland annat i det stora slaget vid Isandlwana, besegrades Cetshwayo i grund vid Ulundi den 4 juli 1879, togs till fånga 28 augusti och fördes som fånge till Kapstaden. Britterna delade därefter upp Zululand mellan tretton zuluhövdingar.
Sommaren 1882 tvingades Cetshwayo i exil i England och fick där genom kolonialministern lord Kimberley löfte om att på vissa villkor (militärsystemets avskaffande, emottagande av en brittisk resident med mera) återinsättas som kung, dock inte över hela sitt forna område. Denna plan ledde endast till förnyade inbördes strider bland zuluerna, eftersom Cetshwayos värste fiende Zibhebhu kaMaphitha enligt ett tidigare löfte han fått av Garnet Joseph Wolseley fått behålla ett stort område, och även andra hövdingar ansåg att Wolseley när Cetshwayo återställdes hade brutit mot de löften han gav 1879. I de strider som kort efter Cetshwayos återkomst i januari 1883 uppflammade, besegrades han av Zibhebhu och tvingades fly in på Natals område, där han dog i Ekowe den 8 februari 1884. Han efterträddes som kung av sin son Dinuzulu, som med hjälp av britterna under ledning av Louis Botha besegrade Zibhebhu.

### Fotnoter
1. ↑  "Cetewayo" i Bra Böckers Lexikon 2000. Bra Böcker, Höganäs 1995.